# Силвејнија (Охајо)
Силвејнија (енгл. Sylvania) град је у америчкој савезној држави Охајо.

## Демографија
По попису из 2010. године број становника је 18.965, што је 295 (1,6%) становника више него 2000. године.
| Група             | 2000.          | 2010.          |
| Белци             | 17.588 (94,2%) | 17.185 (90,6%) |
| Афроамериканци    | 186 (1,0%)     | 513 (2,7%)     |
| Азијати           | 392 (2,1%)     | 430 (2,3%)     |
| Хиспаноамериканци | 304 (1,6%)     | 548 (2,9%)     |
| Укупно            | 18.670         | 18.965         |